# Прах (фільм)
«Прах» — драматичний вестерн, знятий Мілчо Манчевським за його ж сценарієм. Стрічка відкрила Венеційський кінофестиваль у 2001 році.

## Сюжет
Молодий злодій проникає вночі в нью-йоркську квартиру. Шукаючи цінні речі, він і не помічає, як літня жінка погрожує йому. Анджела, бажаючи бути похована там, де народилася, пропонує крадію попіклуватися про це. Винагородою стануть усі цінності, які вона має. Вона починає розповідати історію про давно минулі події. Двоє братів: Люк — вправний стрілець, який не вбивав без причин, і Елайджа — набожний молодий чоловік, який повсякчас намагається перевиховати брата. Одного дня Люк приводить брата в бордель, щоб той втратив цноту. Парубки закохуються в нову повію Ліліт, яка обирає Елайджу. Вони одружуються, але перша їхня дитина помирає.
Люк, залишивши батьківщину й очоливши банду злочинців, оселяється на Балканах. У той час було оголошено полювання за кругленьку винагороду на Вчителя — безжального лідера визвольного руху. Шукаючи його, Люк зустрічає свого брата. Елайджа, сповнений почуття помсти за смерть дружини, готовий був убити Люка, та вдвох вони потрапляють у полон. Люка відпускають, змученим діставшись віддаленого поселення, його рятує Неда — кохана Вчителя. Почались репресії. Вчителя вбивають, його друг дає Люку гроші, щоб той попіклувався про вагітну Неду. Чоловік тікає з отриманим багатством. Він зустрічає брата, який хотів його вбити, але не зміг.
Оповідачка помирає. Винагородою стало всього кілька старовинних монет, та Едж все одно вирішує виконати волю старої жінки.

## У ролях
| Актор             | Персонаж | Роль               |
| ----------------- | -------- | ------------------ |
| Джозеф Файнс      | Елайджа  | молодший брат Люка |
| Девід Венем       | Люк      | очільник банди     |
| Едріан Лестер     | Едж      | крадій             |
| Анн Броше         | Ліліт    | дружина Елайджа    |
| Розмарі Мерфі     | Анджела  | оповідачка         |
| Владо Йовановськи | Вчитель  | розбійник          |
| Ніколіна Куйаку   | Неда     | кохана Вчителя     |

## Створення фільму

### Виробництво
Зйомки фільму проходили в Македонії, Німеччині, США.

### Знімальна група
- Кінорежисер — Мілчо Манчевський
- Сценарист — Мілчо Манчевський
- Кінопродюсери — Кріс Оті, Весна Йовановська, Доменіко Прокаччи
- Кінооператор — Беррі Екройд
- Кіномонтаж — Ніколас Гестер
- Композитор — Кирило Джайковськи
- Художник-постановник — Девід Маннс
- Артдиректор — Іво Хусняк, Ненад Пекур[2].

## Сприйняття

### Критика
Фільм отримав змішані відгуки. На сайті Rotten Tomatoes оцінка фільму становить 21 % на основі 14 відгуків від критиків (середня оцінка 3,9/10) і 62 % від глядачів із середньою оцінкою 3,3/5 (1 559 голосів). Фільму зарахований «гнилий помідор» від кінокритиків та «попкорн» від глядачів, Internet Movie Database — 6,7/10 (1 891 голос), Metacritic — 41/100 (9 відгуків критиків).

### Номінації та нагороди
| Нагороди та номінації фільму «Прах» | Нагороди та номінації фільму «Прах» | Нагороди та номінації фільму «Прах»                 | Нагороди та номінації фільму «Прах»                                             | Нагороди та номінації фільму «Прах» | Нагороди та номінації фільму «Прах» |
| Рік                                 | Кінофестиваль/кінопремія            | Категорія/нагорода                                  | Номінант                                                                        | Результат                           |                                     |
| ----------------------------------- | ----------------------------------- | --------------------------------------------------- | ------------------------------------------------------------------------------- | ----------------------------------- | ----------------------------------- |
| 2004                                | Премія аудіомонтажерів кіно         | Найкраща робота аудіомонтажерів у іноземному фільмі | Пітер Балдок, Джак Віттекер, Філіп Алтон, Том Гендс, Деніел Лорі, Річард Тодмен | Номінація                           |                                     |